# Campus Juriquilla de la Universidad Nacional Autónoma de México
La Universidad Nacional Autónoma de México, (UNAM) Campus Juriquilla es una universidad publica de investigación científica multidisciplinaria que está ubicada en la zona de Juriquilla, en la ciudad de Santiago de Querétaro, Querétaro. Es parte del proyecto ENES de la Universidad Nacional Autónoma de México. Sus centros e institutos albergan algunos programas de estudio de licenciatura y posgrado, con orientación a las ciencias naturales e ingeniería. El campus está junto con la Universidad Autónoma de Querétaro, Campus Juriquilla.

## Historia
Sus inicios se remontan a la creación del Centro de Neurobiología (ahora Instituto de Neurobiología) en 1993. El 7 de agosto de 1997 se creó el Consejo de Administración y la Coordinación de Servicios Administrativos para otorgar mayor organización e independencia al campus. El mismo órgano se vio revisado en 2004 por acuerdo del entonces rector Juan Ramón de la Fuente.

## Composición arquitectónica
El campus contiene espacios comunes (edificio administrativo, biblioteca, auditorio, áreas deportivas) y edificios de diversos centros e institutos de la UNAM. El Centro Académico Cultural (auditorio "Flavio Mena Jara") es visitado rutinariamente por público externo debido a su cartelera cultural.
Las siguientes entidades están presentes en el campus:
- Instituto de Neurobiología
  - Unidad de Biomecánica
  - Unidad de Investigación en Neurodesarrollo "Dr. Augusto Fernández Guardiola"
  - Unidad de Resonancia Magnética
- Centro de Física Aplicada y Tecnología Avanzada
- Instituto de Geociencias
- Laboratorio de Visualización Científica Avanzada
- Laboratorio Internacional de Investigación sobre el Genoma Humano
- Instituto de Ingeniería (Unidad Académica)
- Facultad de Ingeniería (Unidad de Alta Tecnología)
- Facultad de Ciencias (Unidad Multidisciplinaria de Docencia e Investigación)
- Instituto de Matemáticas (Unidad Juriquilla)
- Escuela Nacional de Estudios Superiores (Unidad Juriquilla)

## Galería

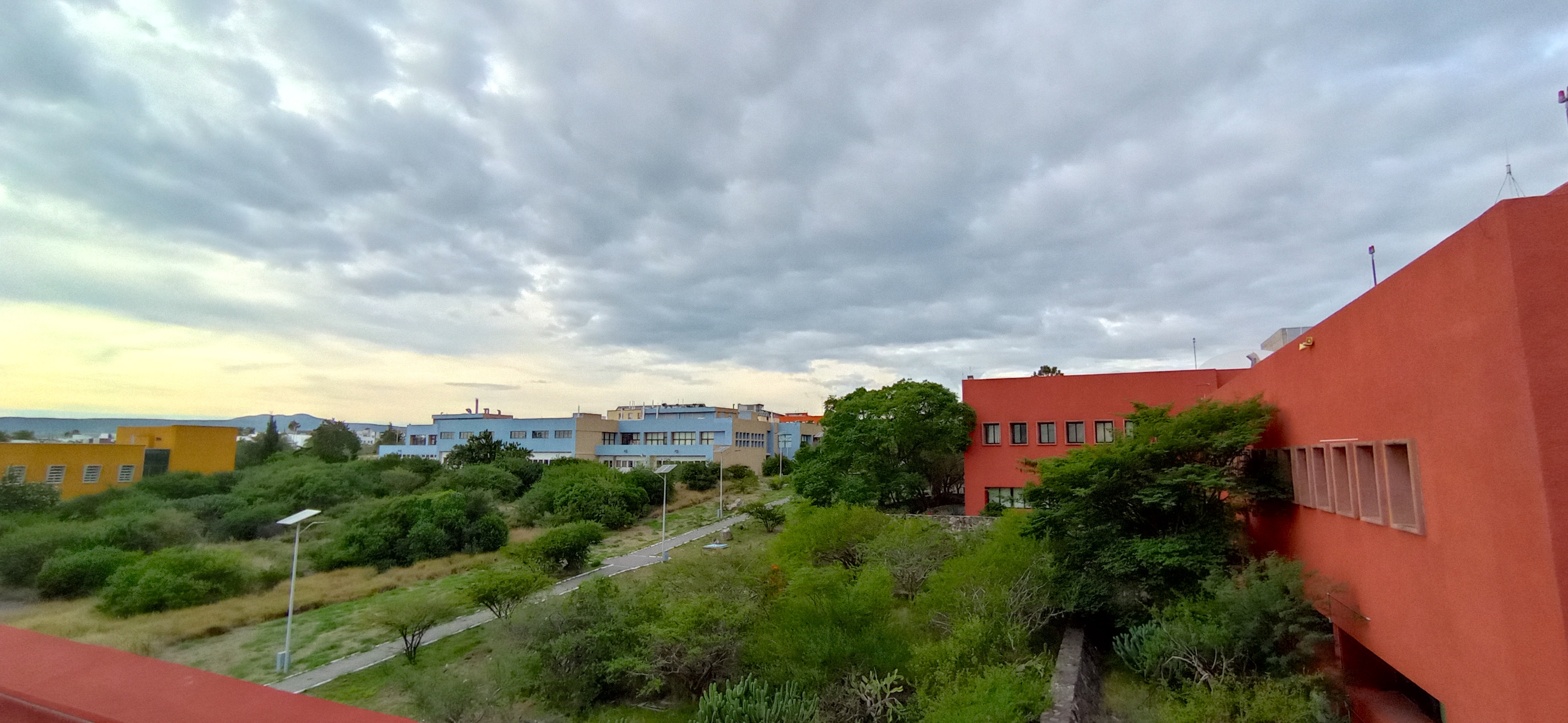
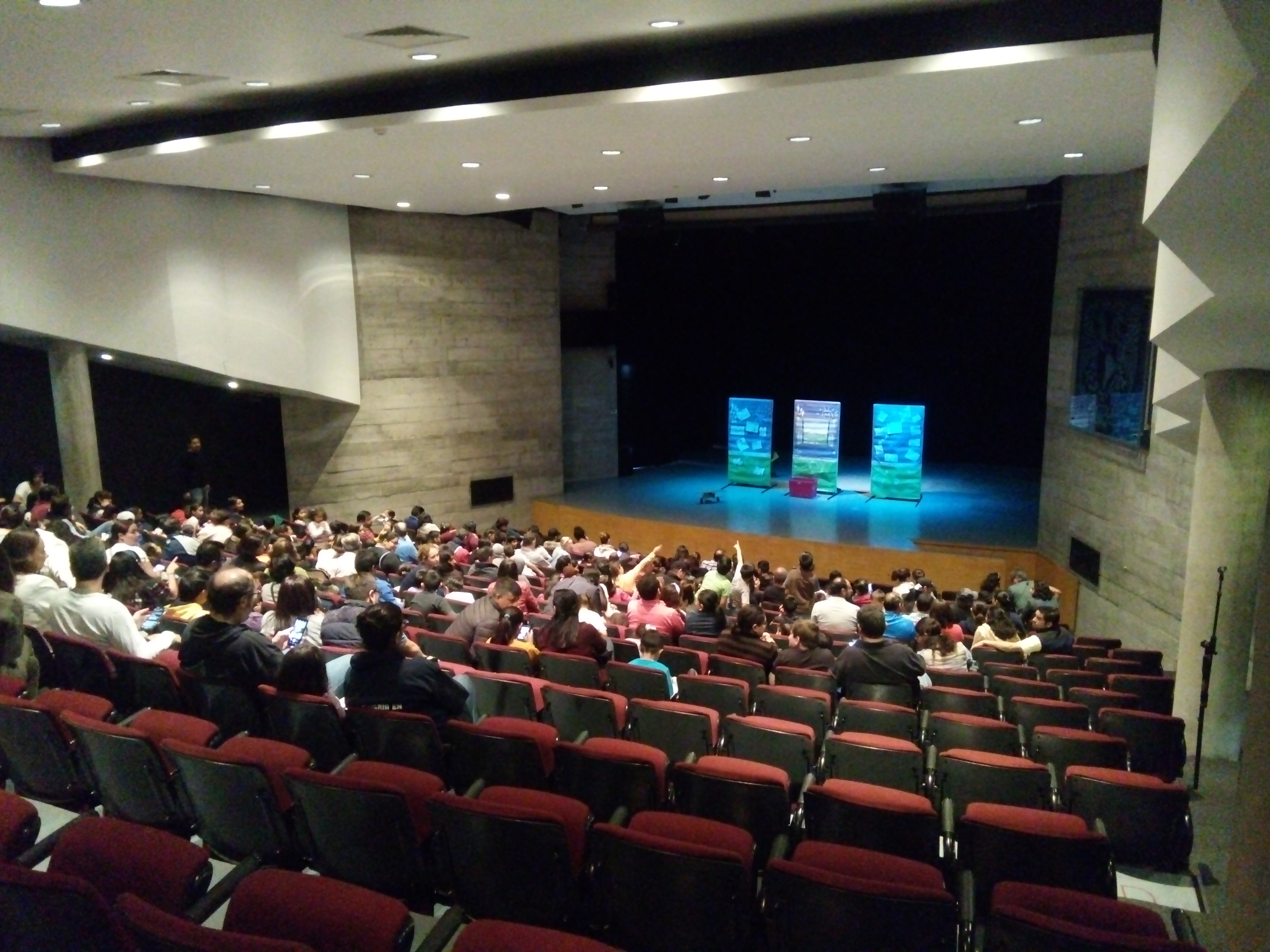
Teatro Auditorio Dr. Flavio M. Mena Jara
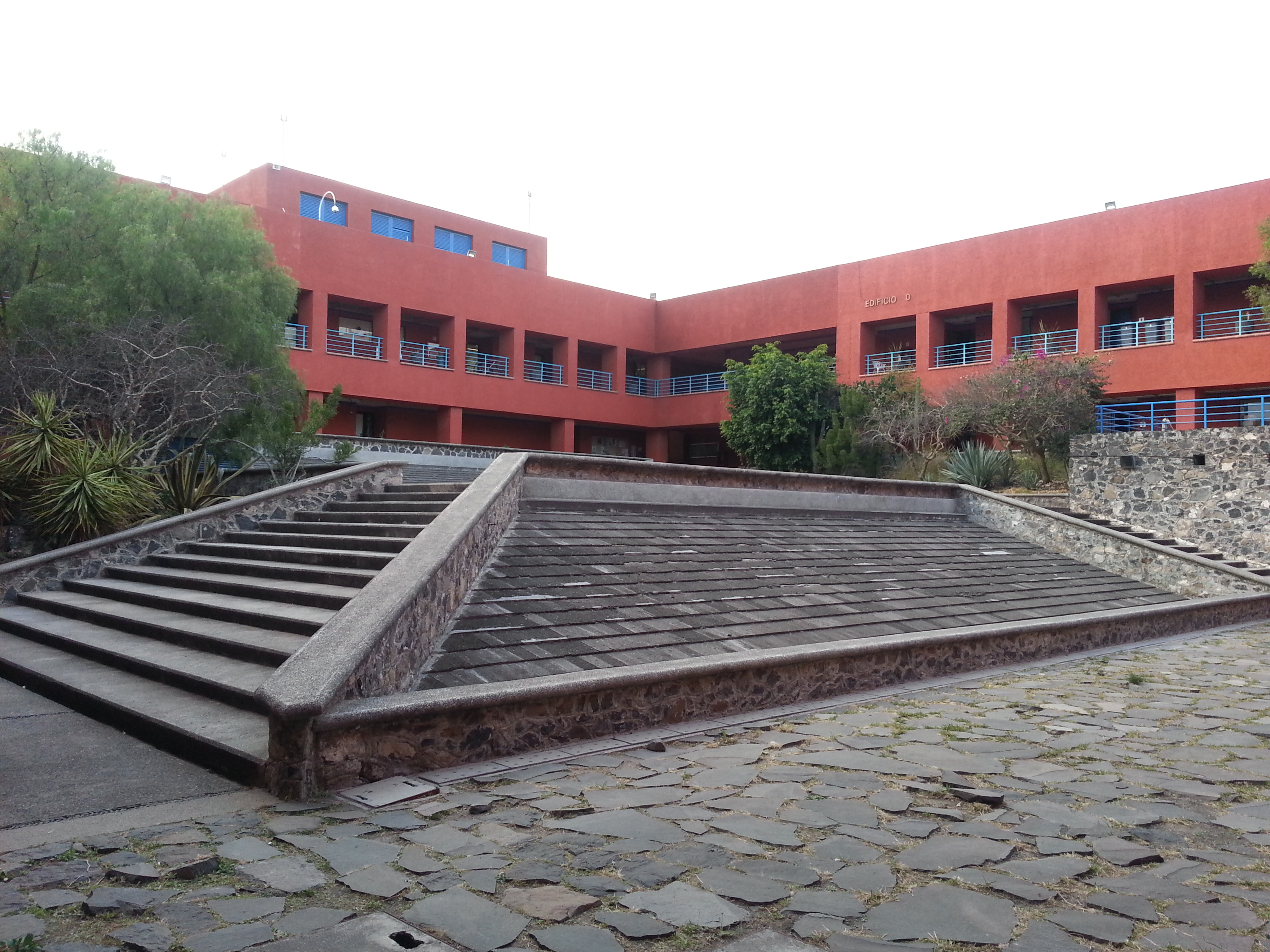
Instituto de Neurobiología
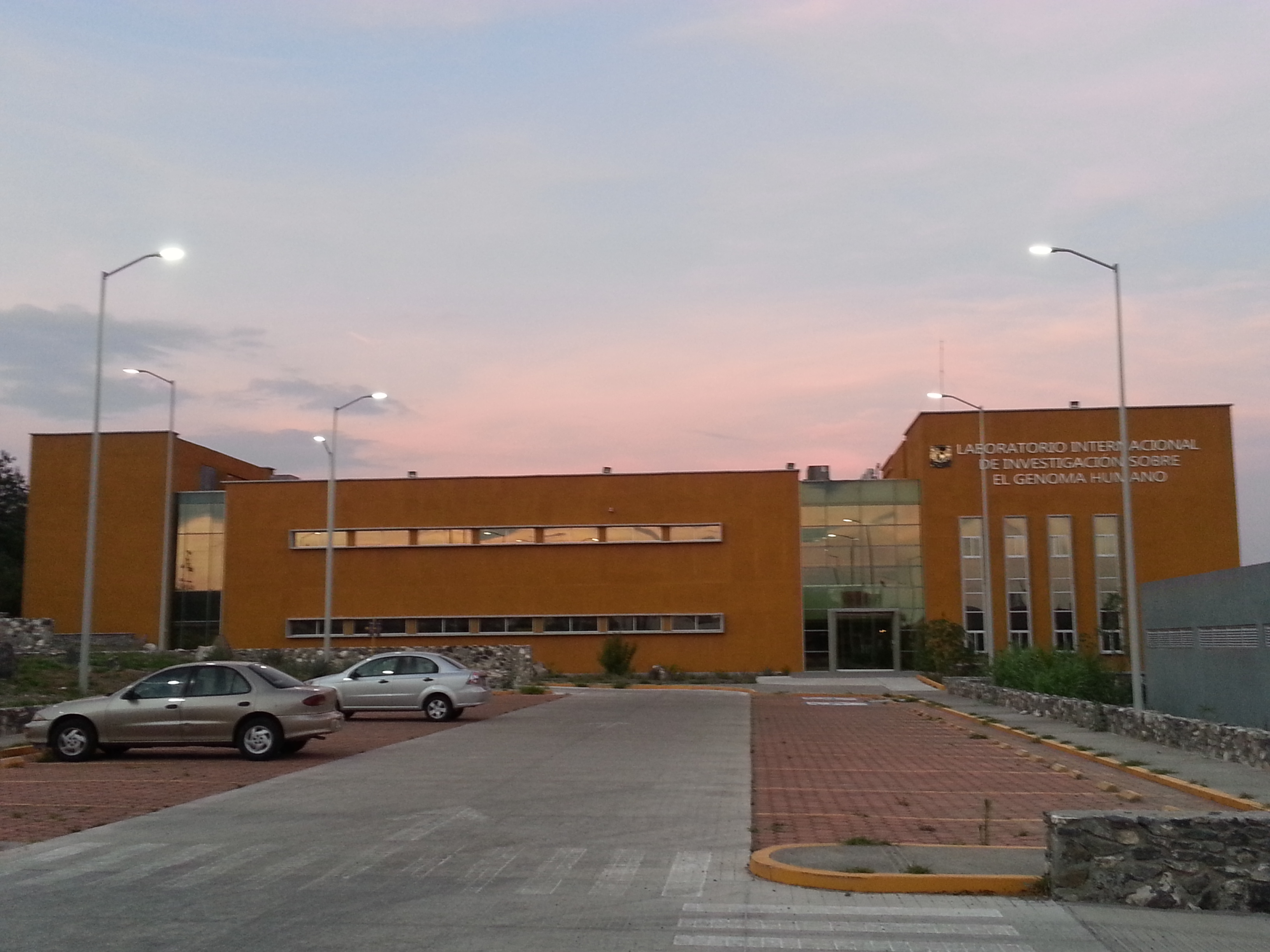
Laboratorio Internacional de Investigación sobre el Genoma Humano
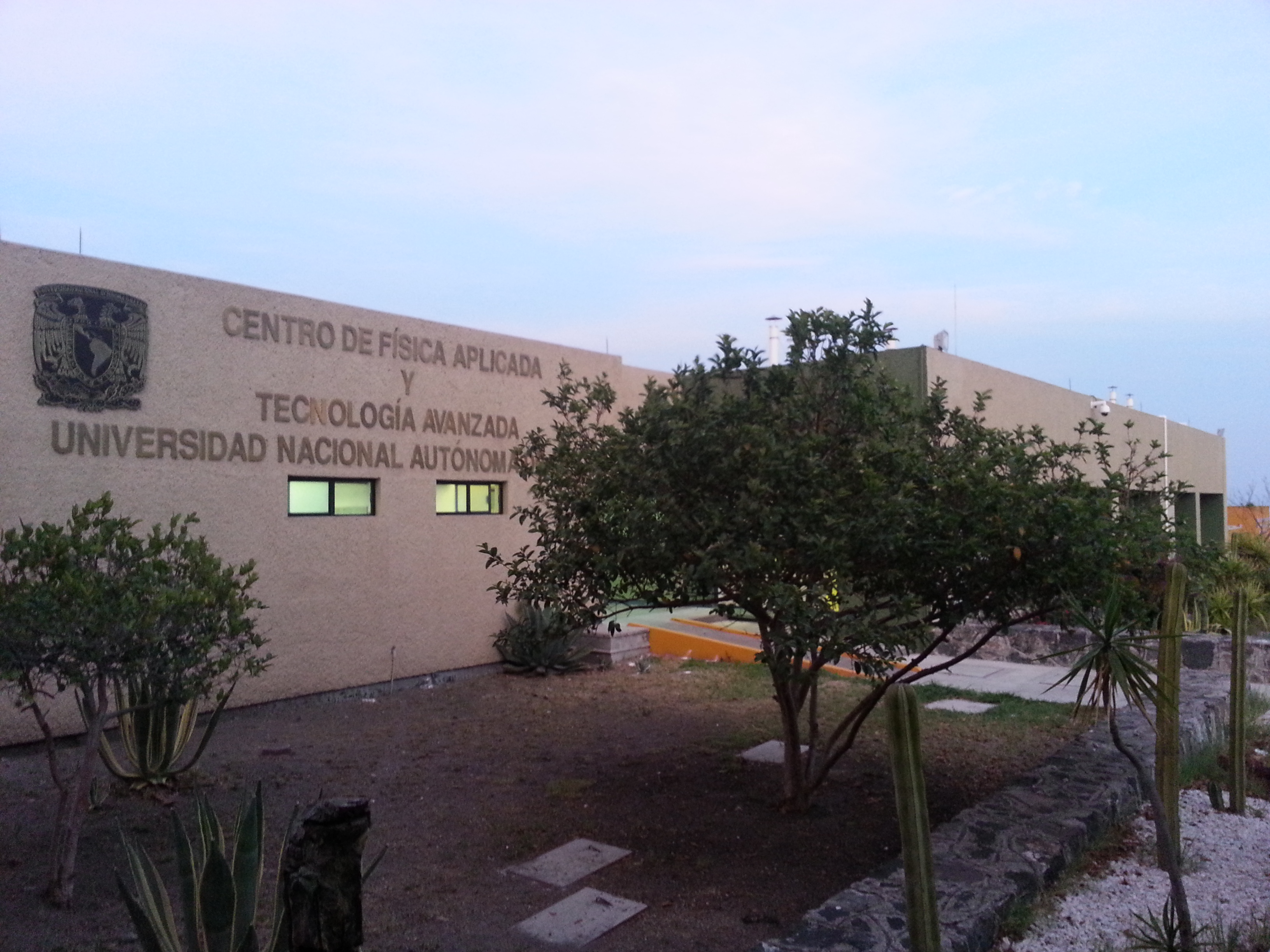
Centro de Física Aplicada y Tecnología Avanzada
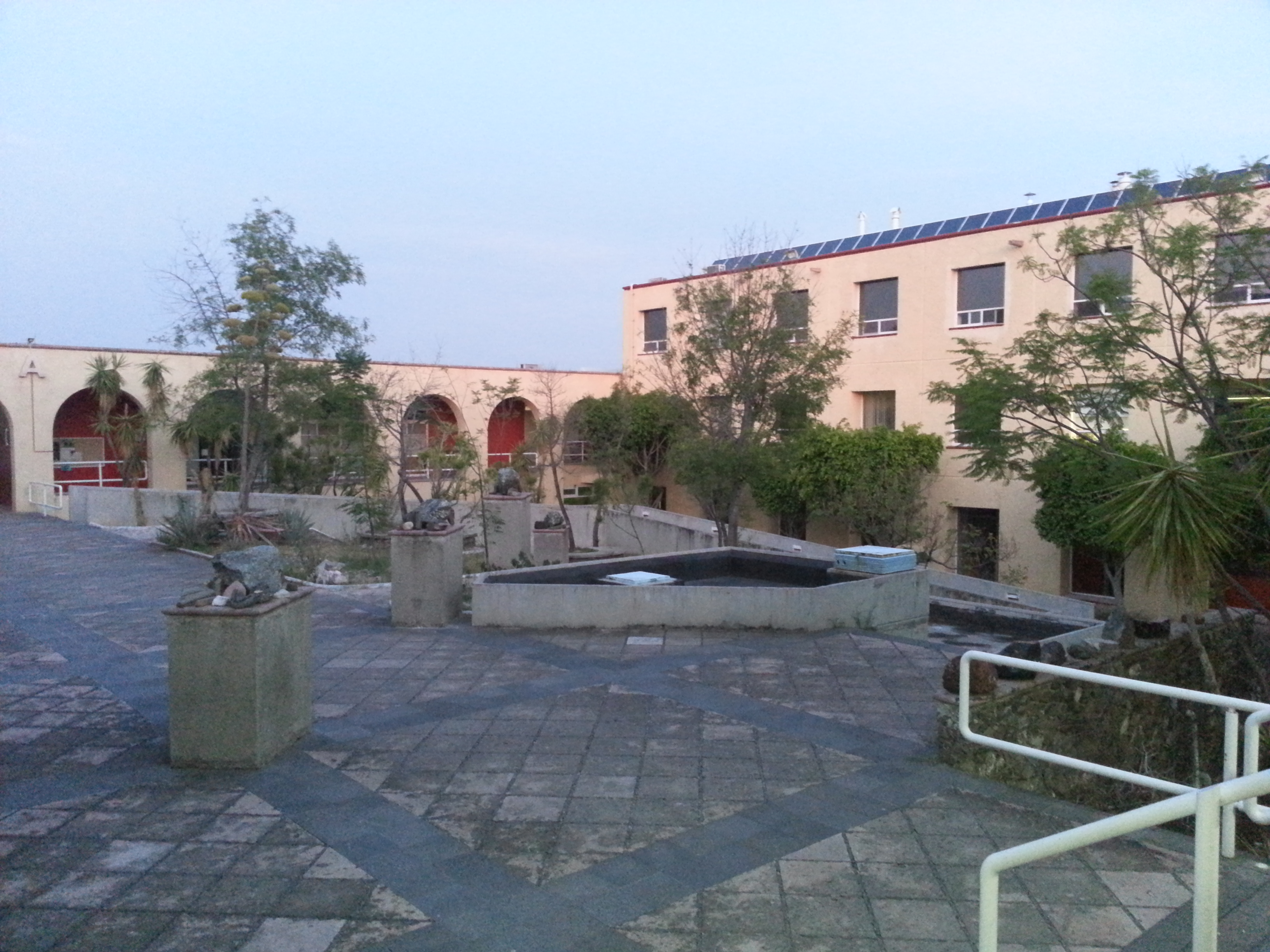
Instituto de Geociencias
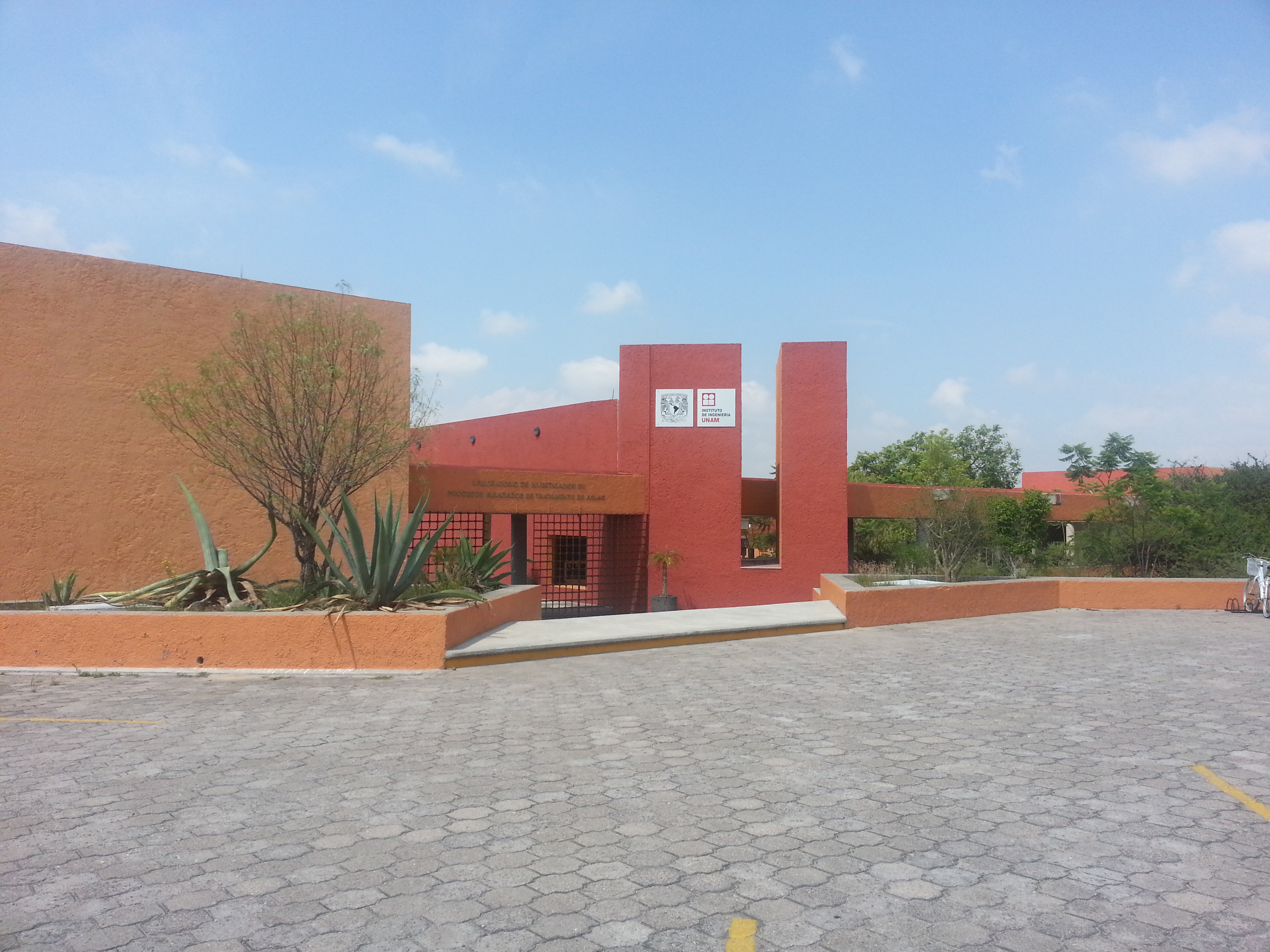
Instituto de Ingeniería
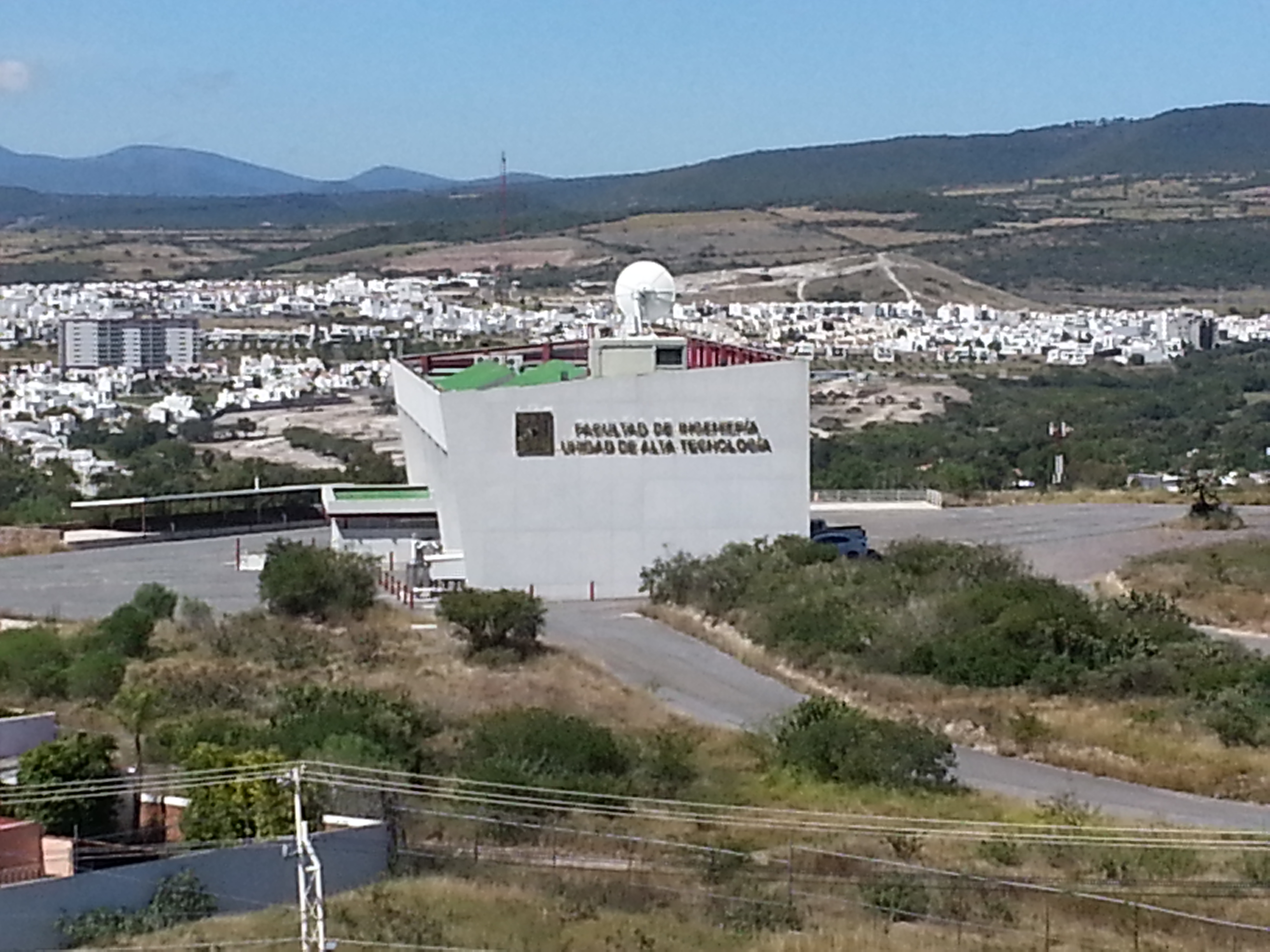
Facultad de Ingeniería, Unidad de Alta Tecnología
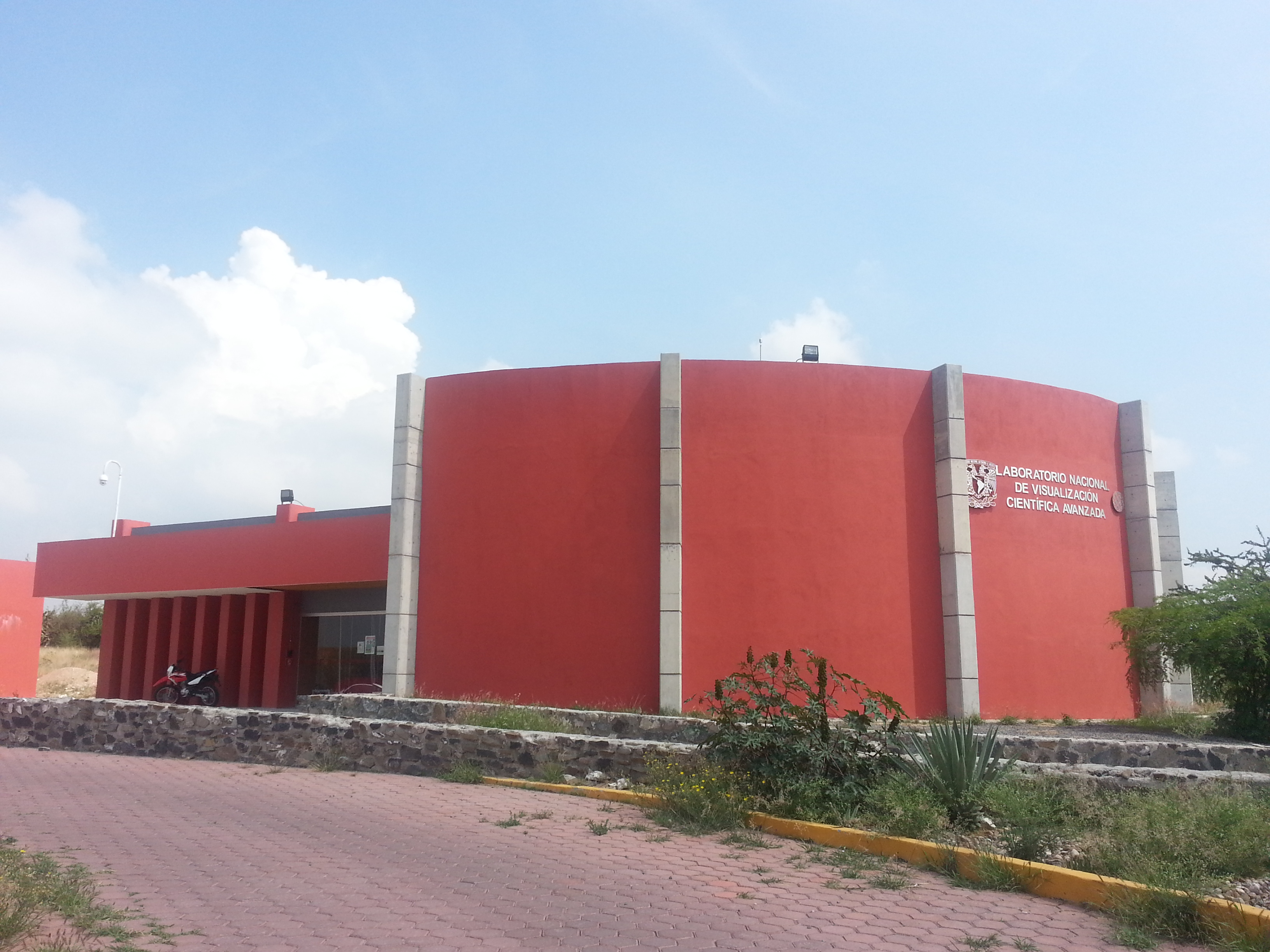
Laboratorio Nacional de Visualización Científica Avanzada
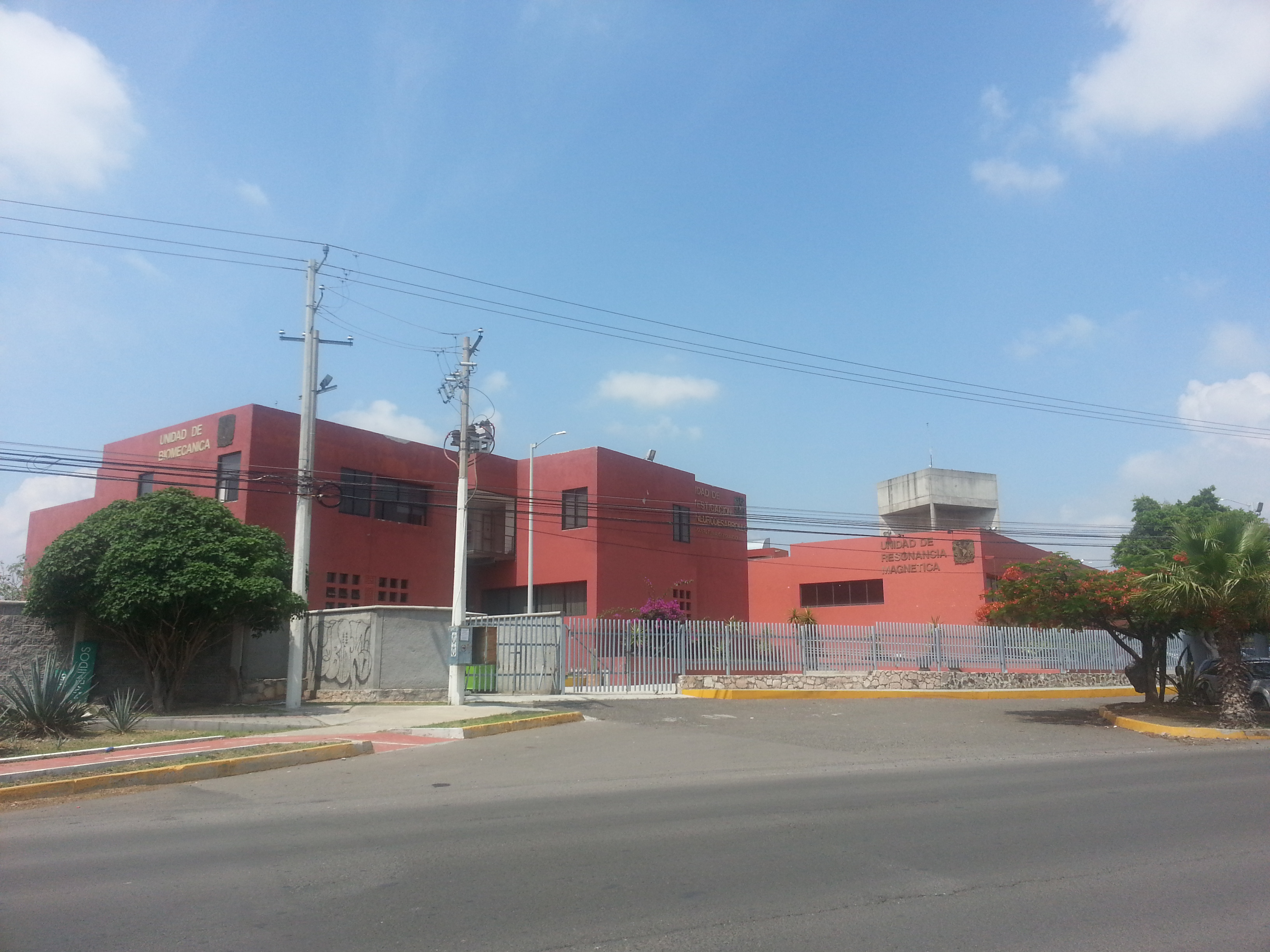
Unidades de biomecánica, neurodesarrollo y resonancia magnética del Instituto de Neurobiología